# مستوى صدغي

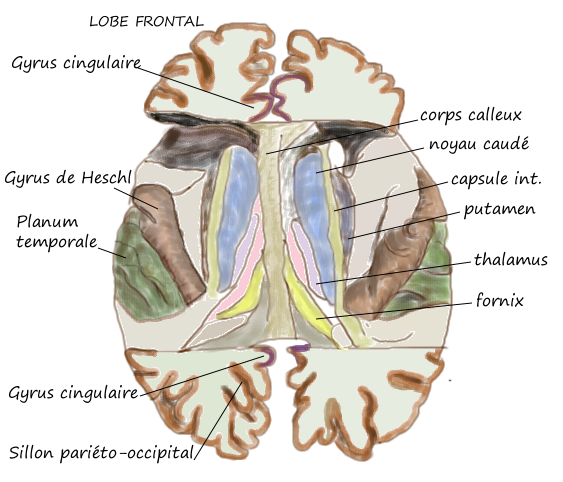
رسم تخطيطي المُسْتَوَى الصُّدْغِيّ باللون الأخضر.

المستوى الصدغي أو السطح الهلالي للعظم الجداري، هو منطقة قشرية تقع خلف القشرة السمعية (تلفيف هيشل) داخل الثلم الوحشي. تُعد هذه المنطقة مثلثة الشكل وتشكل قلب منطقة فيرنيكه، وهي واحدة من أهم المناطق الوظيفية المرتبطة باللغة. أظهرت الدراسات الأصلية في هذا المجال أن المستوى الصدغي يُعد من أكثر المناطق غير المتماثلة في الدماغ؛ إذ تبلغ مساحته في النصف المخي الأيسر ما يقرب من عشرة أضعاف مساحته في النصف المخي الأيمن.